# 阿拉米斯·拉米瑞茲
阿拉米斯·尼恩·拉米瑞茲（Aramis Nin Ramírez、1978年6月26日—）是美國職棒大聯盟的三壘手，生涯曾效力過海盜、小熊與釀酒人等隊。其曾3次入選全明星賽。

## 外部連結
- 球員資訊和成績在MLB，ESPN，Baseball-Reference，Fangraphs（英文）
- 阿拉米斯·拉米瑞茲在台灣棒球維基館上的頁面（繁體中文）